# بخش قوشخانه
بخش قوشخانه ( قوچ خانه)  شهرستان شیروان یکی از بخش‌های سه‌گانهٔ شهرستان شیروان در استان خراسان شمالی ایران است.
این بخش به مرکزیت شهر قوشخانه در سال ۱۳۸۴ تأسیس گردید.

## دهستان‌ها
- بخش قوشخانه:[۲]
  - دهستان قوشخانه بالا
  - دهستان قوشخانه پایین

## روستاها
فهرست ۳۰ پاره روستای بخش قوشخانه از این قرار است:
 • شهر قوشخانه
 • حصار
 • قلهک سفلی
 • قلهک علیا
 • ینگی قلعه پایین
 • امیریه (امیرخان)
 • خیرآباد
 • دده خان
 • زیدر
 • باغ
 • سرانی
 • سرداب
 • کلاته زمان
 • اق قلعه
 • تفتازان
 • زو
 • سولدی
 • قپز
 • کاکلی
 • حلواچشمه
 • رباط
 • برزلان علیا
 • برزلان سفلی
 • پیره
 • جنگاه
 • شناقی سفلی
 • شناقی علیا
 • قلعه علی‌محمد
 • چورچوری
 • سنجد

## جمعیت
براساس سرشماری مرکز آمار ایران در سال ۱۳۹۰، مجموع جمعیت ساکن در روستاهای این بخش ۱۱٬۱۲۵ نفر (۲٬۹۷۰ خانوار) بوده است.